# Sudan ai Giochi della XXXIII Olimpiade
Il Sudan ha partecipato ai Giochi della XXXIII Olimpiade, svoltisi a Parigi dal 26 luglio all'11 agosto 2024, con una delegazione di 4 atleti, 3 uomini e una donna, in 2 discipline.

## Delegazione
| Sport            | Uomini | Donne | Totale |
| ---------------- | ------ | ----- | ------ |
| Atletica leggera | 1      | 0     | 1      |
| Canottaggio      | 1      | 0     | 1      |
| Nuoto            | 1      | 1     | 2      |
| Totale           | 3      | 1     | 4      |